# بیمارستان دنا
بیمارستان دنا واقع در استان فارس، شهرستان شیراز بیمارستانی است خصوصی و درمانی  با ظرفیت ۱۴۷ تخت ثابت که در سال۱۳۷۵ خورشیدی تأسیس گردید.
هم اکنون این بیمارستان دارای اتاق عمل، زایشگاه، اورژانس، پست پارتوم، لیبر، ICU جراحی، ICU قلب باز، NICU، اطفال، ICU جراحی مغز و اعصاب، ویژه ۱، ویژه ۲، جراحی عمومی، CCU، زنان و زایمان، جراحی زنان و زایمان، POST آنژیوگرافی و دیگر واحدهای پاراکلینیکی و درمانگاهی می‌باشد.